# Кузяевская
Кузяевская — деревня в Шатурском муниципальном районе Московской области. Входит в состав Кривандинского сельского поселения. Население — 7 чел. (2010).

## Расположение
Деревня Кузяевская расположена в центральной части Шатурского района, расстояние до МКАД порядка 137 км. Высота над уровнем моря 145 м.

## Название
В письменных источниках деревня упоминается как Кузяевская.

## История
Впервые упоминается в писцовой Владимирской книге В. Кропоткина 1637—1648 гг. как деревня Кузяевская Туголесской волости Владимирского уезда. Деревня принадлежала Максиму Аверкиевичу Астафьеву и Родиону Исаевичу Коверину.
Последним владельцем деревни перед отменой крепостного права был Петр Иванович Крюков.
После отмены крепостного права деревня вошла в состав Лузгаринской волости.
В советское время деревня входила в Лузгаринский сельсовет.

## Население
| 1859 | 1868 | 1885 | 1905 | 1926 | 1931 |
| ---- | ---- | ---- | ---- | ---- | ---- |
| 138  | ↗176 | ↗198 | ↗256 | ↘139 | ↗220 |
| 1970 | 1993 | 2002 | 2006 | 2010 |      |
| ↘24  | ↘4   | ↘0   | ↗1   | ↗7   |      |